# Ocell lira superb
L'ocell lira superb (Menura novaehollandiae) és una espècie d'ocell de la família dels menúrids (Menuridae) que habita zones boscoses australianes, des del sud-est de Queensland, cap al sud, per Nova Gal·les del Sud fins a l'est de Victòria.

## Subespècies
Es reconeixen tres subespècies:
- M. n. edwardi (Chisholm, AH 1921) - est d'Australia (extrem sude-est de Queensland fins a Hunter River, Nova Gal·les del Sud).
- M. n. novaehollandiae (Latham, J 1802) - sud-est d'Australia (centres de Nova Gal·les del Sud a la frontera amb Victòria).
- M. n. victoriae (Gould, J 1865) - sud-est de Nova Gal·les del Sud a Dandenong Range, Victòria; introduït al sud de Tasmània.